# کنسرت ارل کورت
«کنسرت ارل کورت» آلبومی از هنرمند اهل انگلستان موریسی است.